# الدورة 23 للجنة التراث العالمي
الدورة الثالثة والعشرين للجنة التراث العالمي انعقدت في الفترة ما بين 29 نوفمبر وحتى 4 ديسمبر من العام 1999، وذلك في مدينة مراكش بالمغرب.

## الأعضاء
- أستراليا
- بنين
- البرازيل
- كندا
- كوبا
- الإكوادور
- فنلندا
- فرنسا
- اليونان
- المجر
- إيطاليا
- اليابان
- لبنان
- مالطا
- المكسيك
- المغرب
- النيجر
- كوريا الجنوبية
- تايلاند
- الولايات المتحدة
- زيمبابوي